# Uitgeest (stacja kolejowa)
Uitgeest – stacja kolejowa w Uitgeest, w prowincji Holandia Północna, w Holandii. Stacja została otwarta w 1867.
| Uitgeest                 |  |                                      |
| Linia                    |  |                                      |
| Castricumodległość: 4 km |  | Krommenie-Assendelft odległość: 5 km |